# Between Heaven and Hell (romance)
Between Heaven and Hell: A Dialog Somewhere Beyond Death with John F. Kennedy, C. S. Lewis, & Aldous Huxley (tradução livre: Entre o Céu e o Inferno: um Diálogo em Algum Lugar Além da Morte com John F. Kennedy, C.S. Lewis e Aldous Huxley) é um romance de Peter Kreeft que mostra um encontro no Purgatório entre o Presidente dos EUA John F. Kennedy e os escritores C.S. Lewis e Aldous Huxley, onde eles se engajam em uma discussão filosófica sobre a fé. Kreeft se inspirou no fato de que todos esses três morreram no mesmo dia: 22 de Novembro de 1963. O livro apresenta 3 pontos de vista: o "cristianismo moderno" de Kennedy, o "cristianismo conservador" ou "Mero Cristianismo" de Lewis, e o "Cristianismo Orientalizado" de Huxley. O livro avança à medida que Lewis e Kennedy discutem sobre Jesus sendo Deus encarnado, para Lewis e Huxley discutindo se Jesus era ou não uma divindade ou "apenas uma boa pessoa".
Uma edição expandida foi publicada pela InterVarsity Press em 16 de Maio de 2008.

## The Great Conversation
The Great Conversation é um conceito parcialmente nascido do romance de Kreeft. É uma ideia defendida por vários apologistas católicos, como Kreeft, de que todas as pessoas no purgatório naturalmente conversam umas com as outras para verificar onde estão e como chegaram lá. De acordo com Kreeft, a melhor forma de pensar nisso é como um grande encontro social em que, quase invariavelmente, todo participante tem exatamente as mesmas questões em sua mente.